# Bulbophyllum pugilanthum
Bulbophyllum pugilanthum é uma espécie de orquídea (família Orchidaceae) pertencente ao gênero Bulbophyllum. Foi descrita por Jeffrey James Wood em 1994.